# Хаскьой (околия Хавса)
Вижте пояснителната страница за други значения на Хаскьой.
Хаскьой (на турски: Hasköy) е село в Източна Тракия, Турция, вилает Одрин. Околия Хавса.

## География
Селото се намира на 11 км северно от Хавса.

## История
В XIX век Хаскьой е село в Хавсенската кааза в Одринския вилает на Османската империя. Според „Етнография на вилаетите Адрианопол, Монастир и Салоника“, издадена в Константинопол в 1878 година и отразяваща статистиката на населението от 1873 година, Хаскьой (Haskeui) има 80 домакинства и 135 жители мюсюлмани, и 250 жители гърци.
Според статистиката на професор Любомир Милетич в 1912 година в Хаскьой живеят 100 гръцки семейства.